# Mydaea palpalis
Mydaea palpalis är en tvåvingeart som beskrevs av Stein 1916. Mydaea palpalis ingår i släktet Mydaea och familjen husflugor. Arten är reproducerande i Sverige. Inga underarter finns listade i Catalogue of Life.